# Meziměstí (nádraží)
Meziměstí je železniční stanice, která se nachází v Meziměstí v Královéhradeckém kraji. Leží na železničních tratích Týniště nad Orlicí – Meziměstí, Meziměstí – Ścinawka Średnia a Wałbrzych–Meziměstí. Budova nádraží je technickou památkou. Přeshraniční úsek trati Wałbrzych - Meziměstí z Meziměstí do Mieroszówa slouží pouze nákladní dopravě a sezónním turistickým vlakům do Adršpachu. Nádražní budova je majetkem státu.

## Historie
Původním vlastníkem dráhy a tedy i meziměstského nádraží byla společnost StEG. Stanice byla otevřena dne 25. července roku 1875, a to v souvislosti se slavnostním otevřením choceňsko-broumovské dráhy spojující Choceň a Broumov,přestože se v Meziměstí v té době jezdilo v provizorních podmínkách, celková stavba nebyla ještě dokončena. Termín dokončení choceňsko-broumovské dráhy byl velice vypjatý, protože ze strany Pruska bylo vzneseno několik požadavků. Kupříkladu měla zde vzniknout samostatná výtopna s kruhovou remízou a točnou pro pruské lokomotivy, v souvislosti s tím musela být vystavěna i vodárna. Také musel být schválen způsob zaústění trati do staničního kolejiště ve tvaru trianglu. Nutno říci, že toto zaústění bylo v té době velice ojedinělé. O den později, tedy dne 26. července vstoupil v platnost první jízdní řád.
Co se důležitosti týče, byla stanice zařazena do první třídy, kupříkladu železniční stanice v Broumově spadala do třetí třídy. Mohutná nádražní budova měla ve své době sloužit dopravním a celním úřadům, neboť se jednalo o pohraniční přechodovou stanici. Stanice byla obsluhována dvěma páry osobních vlaků a jedním nákladním. Soupravy osobních vlaků v té době tvořily 4 čtyřnápravové vozy, takzvané „amerikány“, jež byly spřaženy s parní lokomotivou. Dne 26. července roku 1876 byla zahájena doprava z Meziměstí ke státní hranici v Otovicích. Dne 15. května roku 1877 bylo Meziměstí, tehdejší Rakousko-Uhersko propojeno s Pruskem, a to hraničním přechodem u Starostína. Mezinárodní doprava do Střední Stěnavy (německý název Mittelsteine) přes Otovice a Tłumaczów byla zahájena až 5. dubna roku 1889.
Pro společnost StEG byla choceňsko-meziměstská dráha velkým zklamáním, protože v důsledku vnitropolitických změn a dopravní politiky v Německu, daly Pruské dráhy přednost vedení svých vlaků po vlastním území, tím pádem většina vlaků směřovala k hraničnímu přechodu v Lichkově, nikoliv v Meziměstí. V roce 1908 byla privátní železniční společnost StEG zestátněna Rakouskými státními drahami, zkráceně kkStB.
V roce 1914 byl zahájen provoz v elektrické trakci v úseku mezi Mieroszówem a Meziměstím. Po první světové válce, zániku Rakouska-Uherska převzaly provoz na trati Československé státní dráhy (ČSD).
V roce 1938 byl vyhlášen válečný jízdní řád, kdy se veškerá doprava na železnici přizpůsobila vojenské přepravě, v témže roce byla železniční stanice evakuována. Po zabrání příhraničí Německem, respektive rozdělení dráhy mezi státy Protektorát Čechy a Morava a Německo, se hraniční přechodovou stanicí, respektive konečnou stanicí stal Maršov nad Metují. Výtopna v Meziměstí byla podřízena depu ve Valbřichu (německý název Waldenburg). V roce 1943 došlo na stanici k velké dopravní nehodě, kdy nákladní vlak z Mieroszówa (tehdy Friedland) narazil do stojícího stroje v důsledku selhání brzd. Dne 21. května 1945 přijel do Maršova nad Metují, tehdy konečné železniční stanice obsazovací vlak, který pokračoval přes Meziměstí do Broumova. Tento vlak byl doprovázen pancéřovým vlakem „Orlík“, avšak v pamětní knize města Broumova je vlak označován jménem „Maršál Stalin“.
Doprava na choceňsko-broumovské dráze byla obnovena dne 22. května roku 1945.
Po druhé světové válce v roce 1946 byla na krátkou dobu obnovena osobní doprava mezi Meziměstím a Mieroszówem, tehdy ji tvořili dva páry vlaků, bývalá pruská výtopna začala sloužit hospodářskému družstvu. V témže roce začal na trase Praha – Meziměstí – Broumov jezdit nový pár motorových rychlíků s motorovými vozy řady M 274.0. V letech 1962 až 1963 jezdil tentýž rychlík s motorovými vozy řady M 262.0, od grafikonu 1970/71 pak s motorovými vozy řady M 296.1. Tyto rychlíky byly směrovány z Hradce Králové přes Týniště nad Orlicí. V roce 1947 bylo sneseno trakční vedení mezi Meziměstím a státní hranicí u Starostína, elektrický provoz byl na této trati zastaven v roce 1945. V letech 1950 až 1955 se poprvé v historii železniční stanice stala meziměstská výtopna samostatným depem.[zdroj?]
Roku 1974 započalo nahrazování parních lokomotiv v osobní i nákladní dopravě lokomotivami dieselelektrickými. Parní provoz byl definitivně ukončen v roce 1981. Počínaje říjnem 1982 byly nasazovány na osobních vlacích mezi Meziměstím a Letohradem motorové vozy řady M 152.0 s vlečnými vozy. 25. května 1993 byla opětovně zahájena osobní doprava z Meziměstí do Valbřichu přes Mieroszów, avšak později byla přerušena. Pravidelná nákladní doprava mezi Meziměstím a Mieroszówem byla od 5. dubna 2013 na základě dohody mezi dopravci ČD Cargo a PKP Cargo ukončena, a to z důvodu nízkého rozsahu přeprav. Příležitostný provoz ucelených nákladních vlaků však zůstal zachován.
V roce 2018 byla opět obnovena přeshraniční osobní doprava ve formě 4 párů turistických vlaků z Vratislavi a Valbřichu do Meziměstí, resp. Adršpachu. Vlaky jsou tvořeny motorovými jednotkami KD SA134 (Pesa 218M), které na objednávku Královéhradeckého kraje provozuje GW Train Regio ve spolupráci s polským dopravcem Koleje Dolnośląskie. Vlaky jezdí o letní sezóně a státních svátcích.

## Popis stanice
Železniční stanice v Meziměstí leží na jednokolejné neelektrizované trati spojující Týniště nad Orlicí s Otovicemi. Jedná se o stanici smíšenou, seřaďovací, vlakotvornou, výměnnou pohraniční, přechodovou pohraniční. Stanice má jedno jednostranné nástupiště u výpravní budovy, dopravní koleje:
- č. 1 (hlavní vjezdová a odjezdová kolej pro všechny vlaky) – délka nástupiště 231 m, délka koleje 202 m, dopravní kolej č. 1 pokračuje jako kolejová spojka č. 1 A s délkou 413 m směr Teplice nad Metují.[4]

Také dvě zvýšená, nezastřešená nástupiště sypaná drtí, a to u dopravních kolejí:
- č. 3 (vjezdová a odjezdová kolej pro všechny vlaky) – délka nástupiště 191 m, délka koleje společně s kolejí 3a 215 m[4]
- č. 5 (vjezdová a odjezdová kolej pro všechny vlaky) – délka nástupiště 139 m, délka koleje společně s kolejí 5a, 5b, 5c je 659 m[4]

Přechody pro cestující a přejezdy v úrovni kolejí pro invalidní vozíky jsou umístěny proti nádražní budově. Přístup na nástupiště není bezbariérový. V nádražní budově je umístěn divadelní sál a tělocvična, které vznikly v 50. letech 20. století přestavbou bývalé pruské celnice, také se zde nachází restaurace a stálá železniční expozice. V bezprostřední blízkosti výpravní budovy vedou schody na lávku, která propojuje ulice 5. května a Školní. Zastávka linkových autobusů se nachází v přednádražním prostoru. V železniční stanici jsou poskytovány cestujícím služby: vnitrostátní pokladní přepážka, platba v eurech, bariérové WC, čekárna pro cestující.
Součástí stanice jsou také dopravní koleje určené výhradně pro vjezdy a odjezdy nákladních vlaků směr Mieroszów:
- č. 7 (vjezdová a odjezdová kolej pro všechny vlaky směr Broumov a nákladní vlaky směr Mieroszów) – délka koleje společně s kolejí 7a, 7b, 7c je 1336 m[4]
- č. 9 (vjezdová a odjezdová kolej pro nákladní vlaky směr Mieroszów) – délka koleje společně s kolejí 9a, 9b je 1252 m[4]
- č. 11 (vjezdová a odjezdová pro nákladní vlaky směr Mieroszów) – délka koleje společně s kolejí 11a, 11b 1129 m[4]

Také manipulační koleje, kolejové spojky, vlečky a v neposlední řadě také depo, které bylo v minulosti uzavřeno. Délka celé stanice mezi vjezdovými návěstidly ve směru Mieroszów – Broumov je cca 2,5 km.

### Zabezpečovací zařízení
Stanice je vybavena elektromechanickým zabezpečovacím zařízením, zabezpečovacím zařízením 2. kategorie, které je tvořeno třemi stavědly (St. 1 , St. 2, St. III) umístěnými na obou zhlavích a ve středovém obvodu stanice.

### Zabezpečovací zařízení v přilehlých mezistaničních úsecích
V přilehlých mezistaničních úsecích, mezi stanicemi Meziměstí–Mieroszów, je provoz zabezpečen elektromechanickým – poloautomatickým zabezpečovacím zařízením 2. kategorie. Mezi stanicemi Meziměstí – Teplice nad Metují, je provoz zabezpečen reléový poloautomatický blokem, zabezpečovacím zařízením 2. kategorie. V přilehlém mezistaničním úseku na trati Broumov – Meziměstí, je provoz zabezpečen telefonickým dorozumíváním, zabezpečovacím zařízením 1. kategorie.

## Historie železniční dopravy

### Významné spoje v letech 1981–2007
Meziměstské nádraží v minulosti obsluhovalo i dálkové vnitrostátní, mezinárodní spoje. V letech 1981/1982 byl jedním ze spojů R 755 na své trase z Meziměstí přes Náchod, Týniště nad Orlicí, Hradec Králové do Prahy. Zajímavostí bylo, že tento spoj vyjížděl z meziměstského nádraží krátce po třetí hodině ranní, z Náchoda pak o hodinu později.
V roce 1997 zasáhly větší část České republiky katastrofální povodně, choceňsko-broumovská dráha byla v té době po celou dobu sjízdná. Tehdy zajišťovala náhradní spojení mezi Českou republikou a Polskem přes hraniční přechod Meziměstí – Mieroszow (PKP). Na trať se tak dostaly mezinárodní spoje kategorie EuroCity a InterCity.
V letech 1998/1999 byl jedním ze spojů také R 251
na své trase z pražského hlavního nádraží přes Chlumec nad Cidlinou, Hradec Králové hlavní nádraží, Týniště nad Orlicí, Náchod, Meziměstí, Valbřich do Vratislavi.
V letech 2003/2004 byl ranním spojem také R 740 Náchodský Primátor, pojmenovaný po náchodském pivu na své trase z Meziměstí přes Náchod, Starkoč, Hradec Králové, Prahu, Plzeň, Mariánské Lázně, Cheb do Františkových Lázní.
Také sem zavítal i legendární „král vlaků“ zvaný Orient Express, který provozuje společnost Venice Simplon-Orient-Express (VSOE). Stalo se tak kupříkladu dne 16. července roku 2007,
a to poté, co jeho trasa byla kvůli výluce odkloněna. Původně měla vést z Benátek přes Vídeň, Krakov a Varšavu do Prahy.

### Současnost
V současné době[kdy?] stanici obsluhují regionální spoje směřující do měst: Broumov, Teplice nad Metují, Hronov, Náchod, Jaroměř, Hradec Králové,Pardubice a Týniště nad Orlicí.[zdroj?]
Od roku 2017 je obnovena přeshraniční osobní doprava v podobě 4 párů vlaků v relaci (Vratislav –) Valbřich – Meziměstí (– Adršpach), jezdících o letní sezóně a státních svátcích. Dopravcem vlaků je GW Train Regio ve spolupráci s polským dopravcem Koleje Dolnośląskie (KD). Na vlaky jsou nasazovány polské motorové jednotky SA134 (Pesa 218M) KD.[zdroj?]

## Galerie

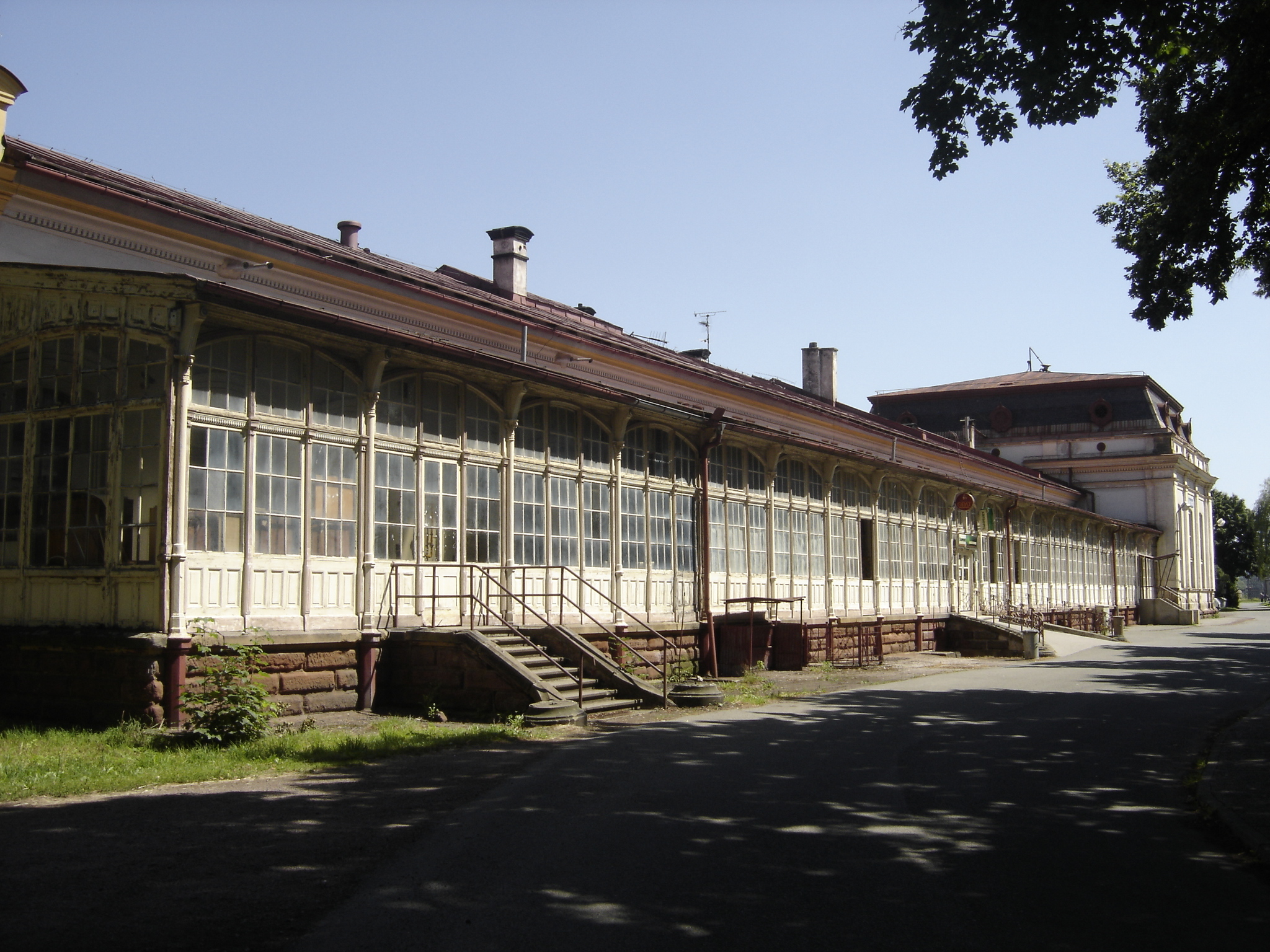
nádražní budova před rekonstrukcí
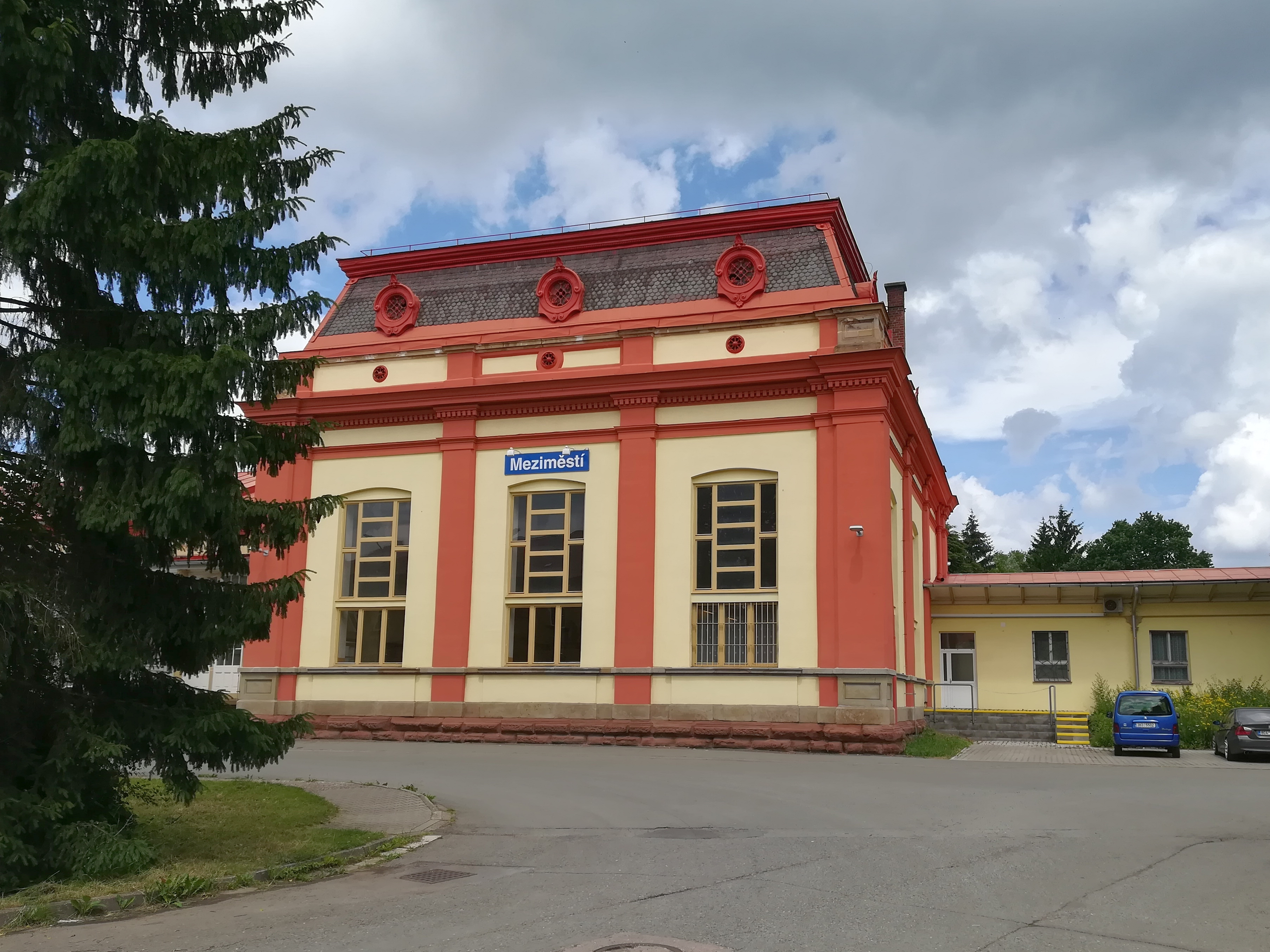
hlavní hala
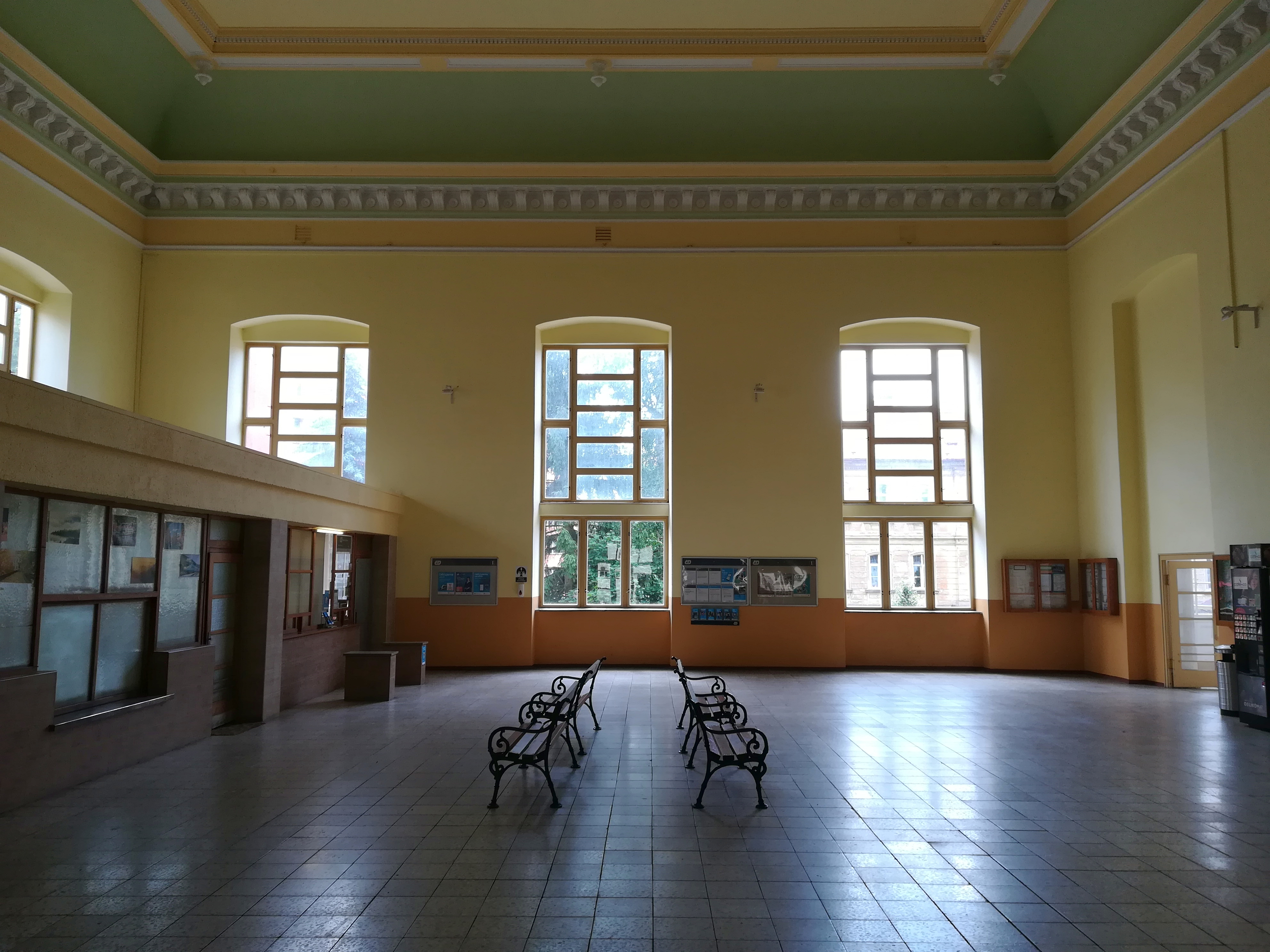
hlavní hala, interiér
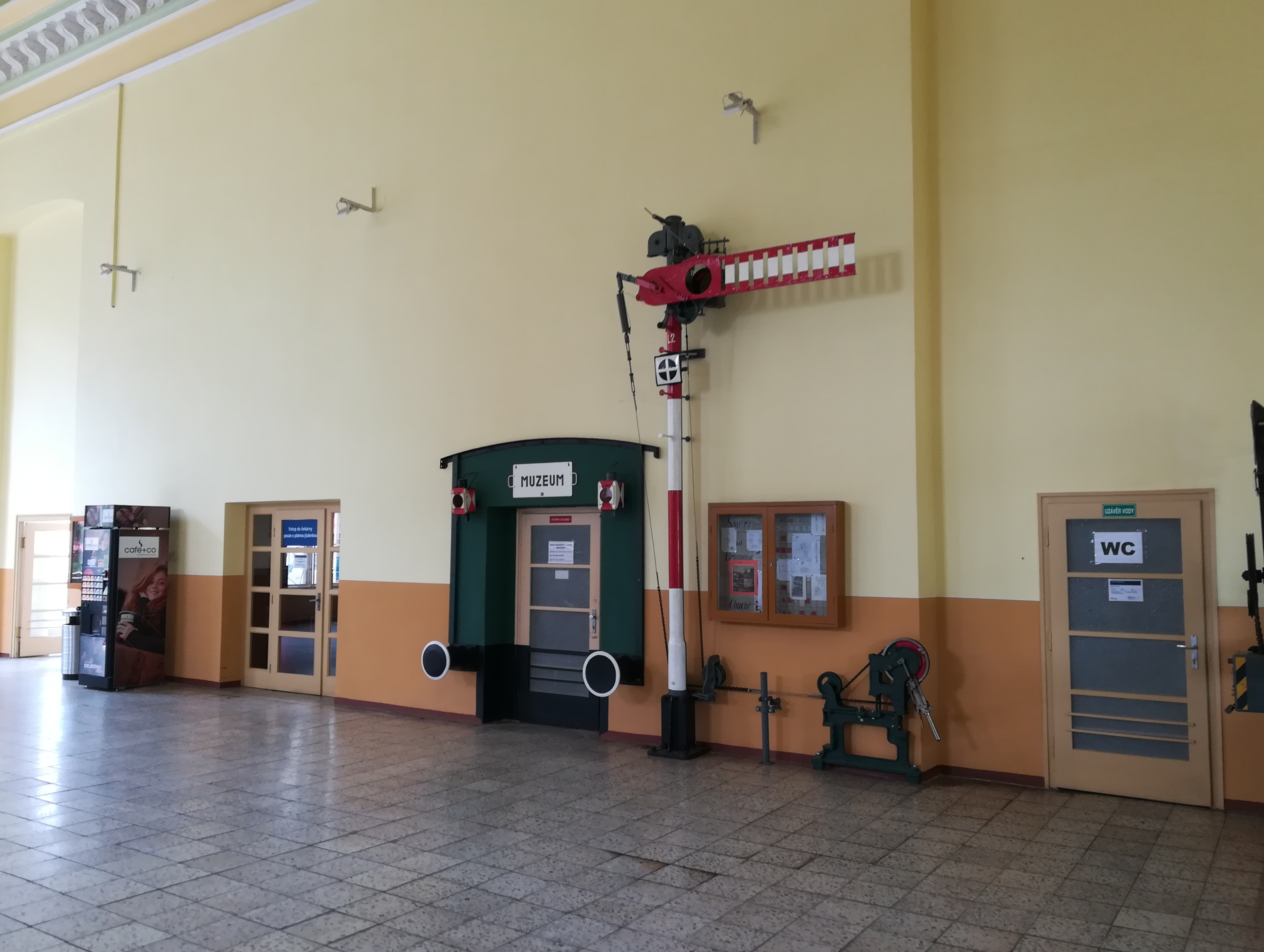
železniční muzeum
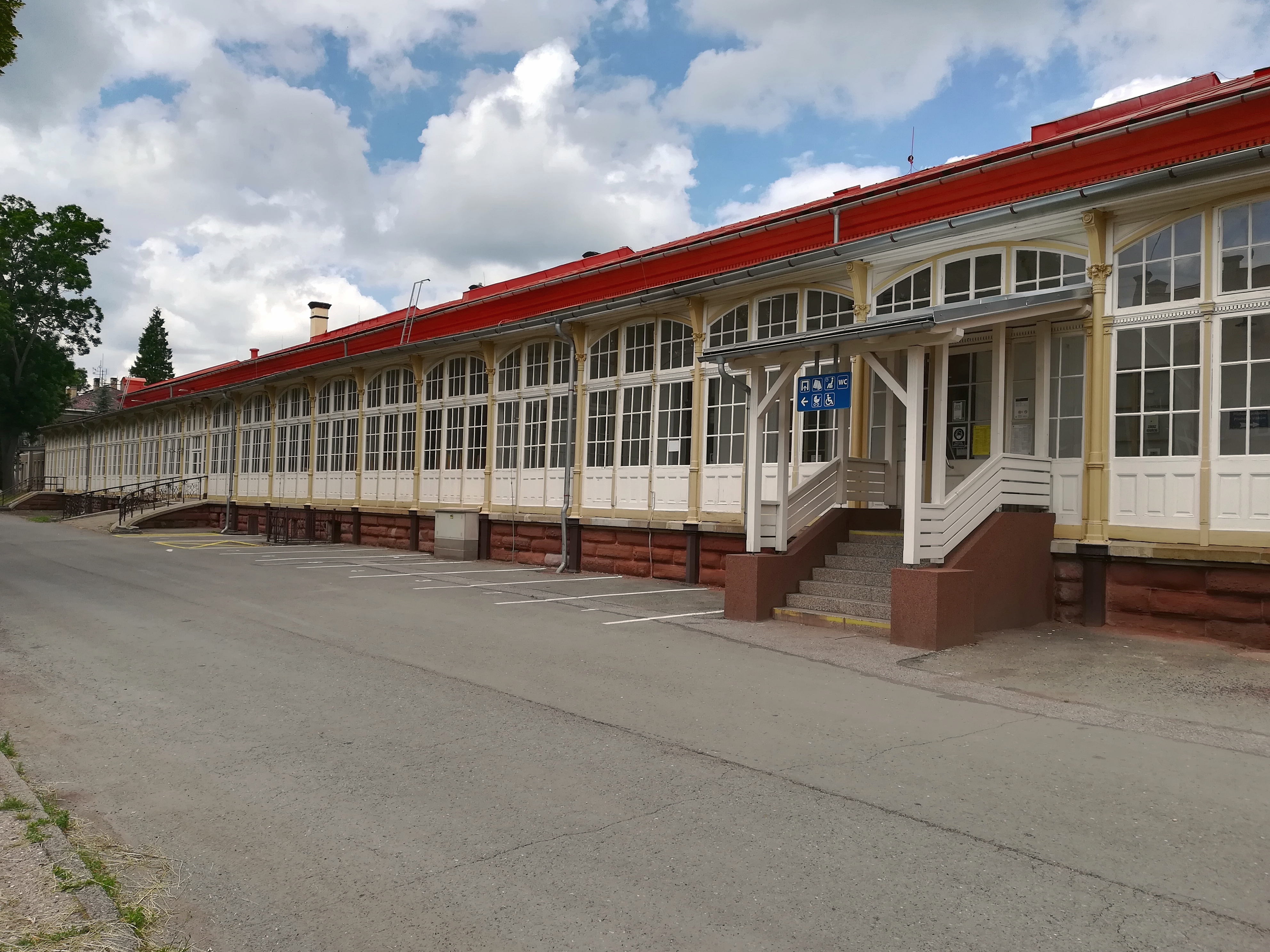
veranda
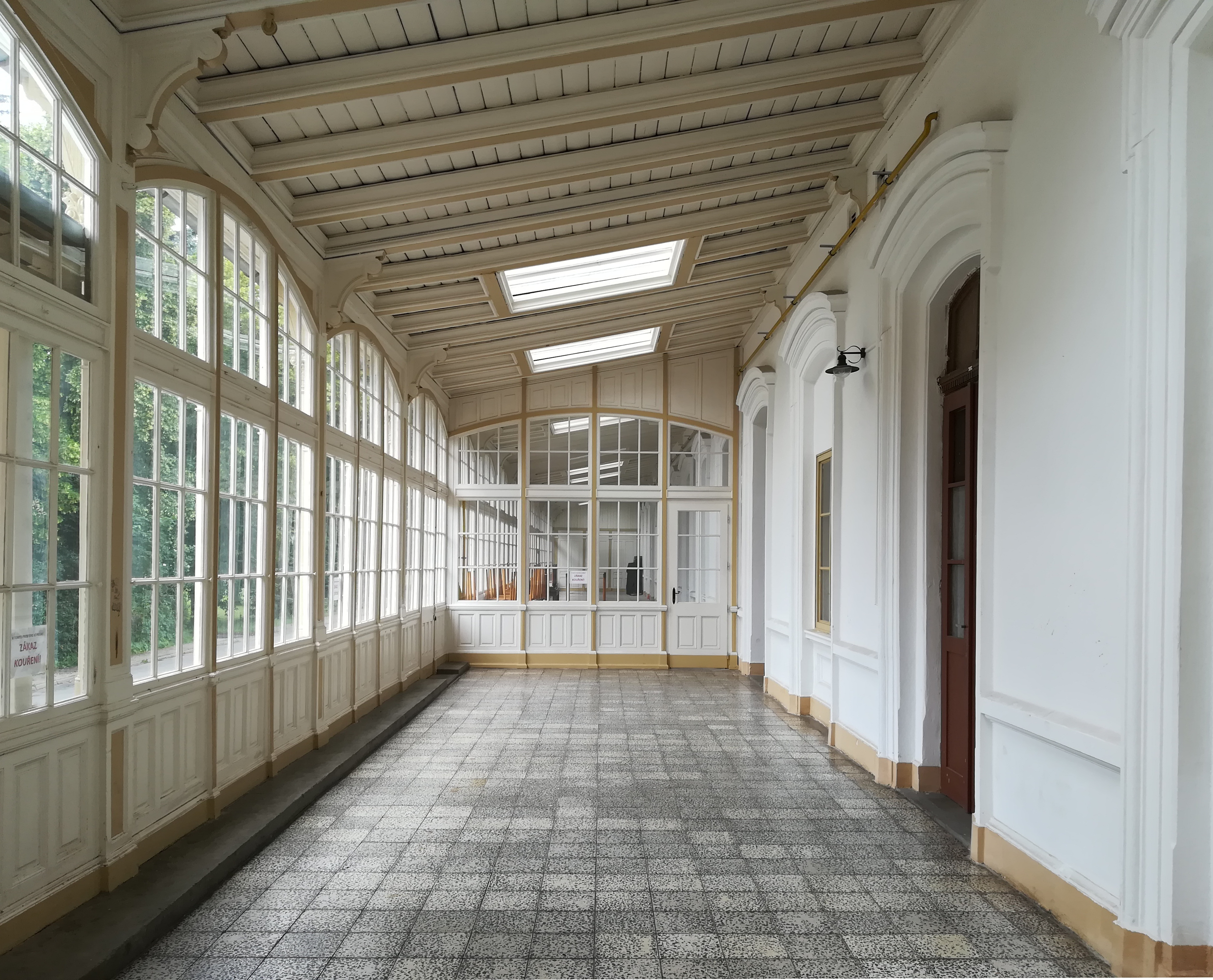
veranda, interiér
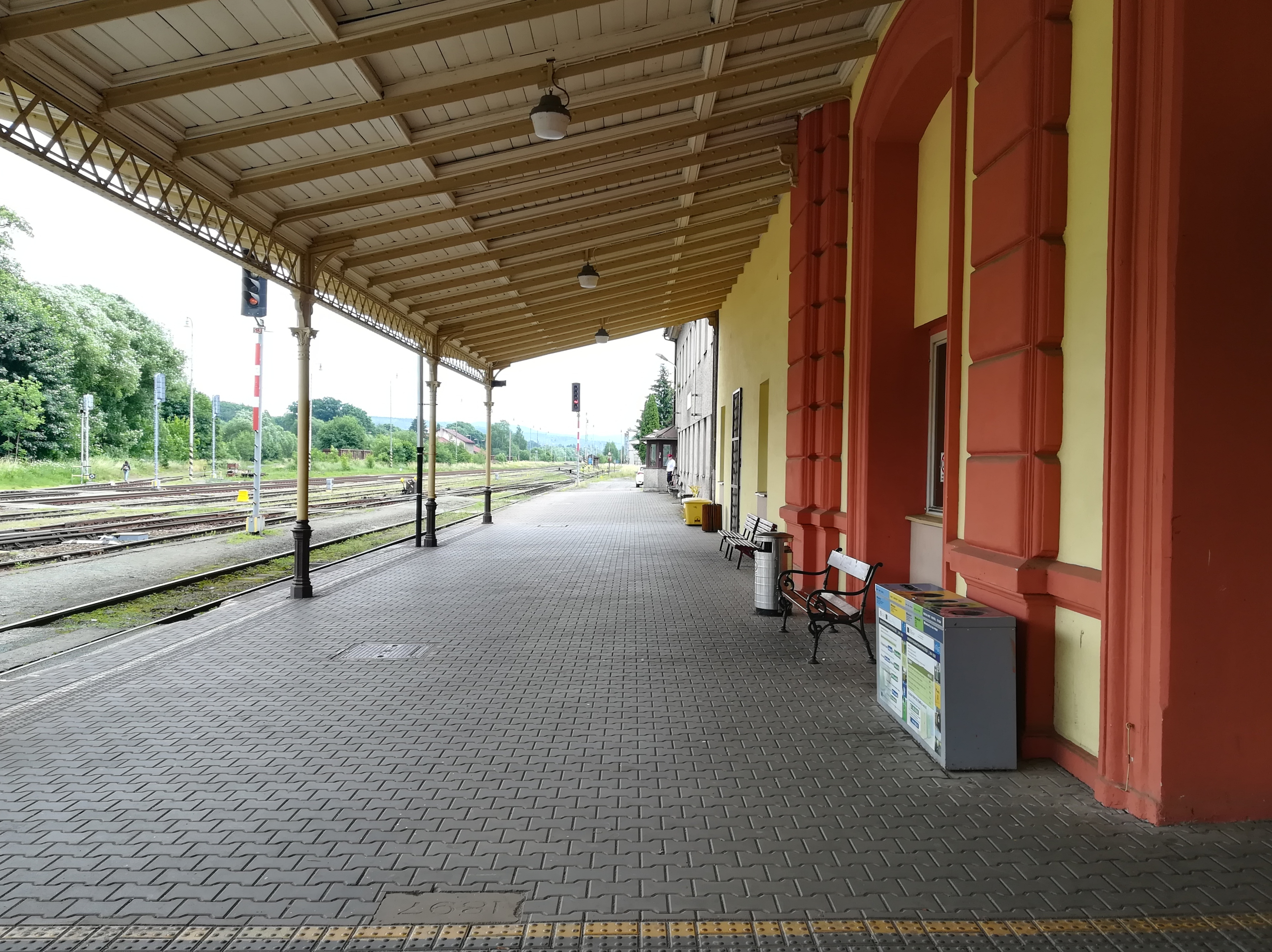
První nástupiště s délkou 231 m
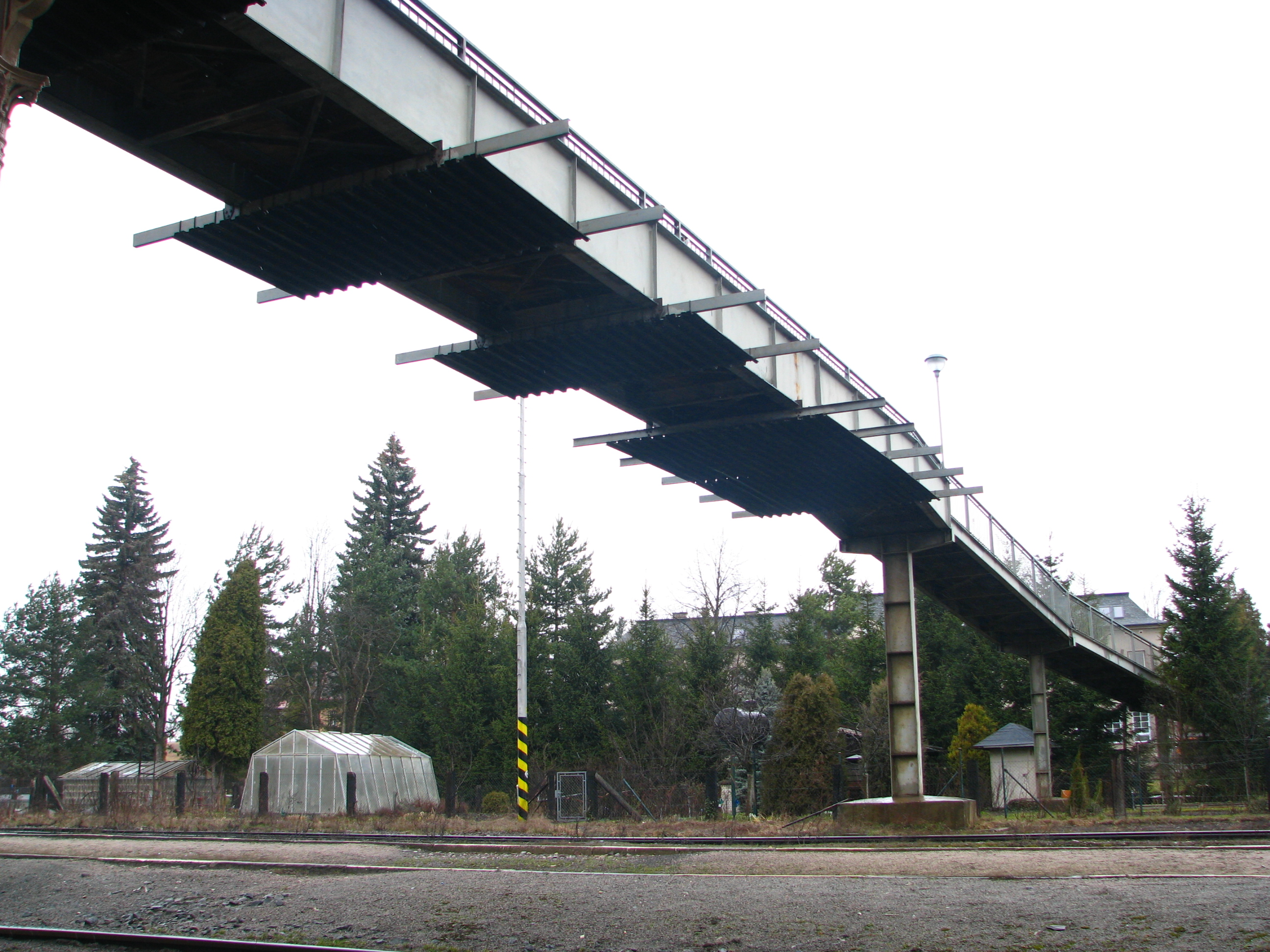
Lávka pro pěší propojující ulice 5. května a Školní
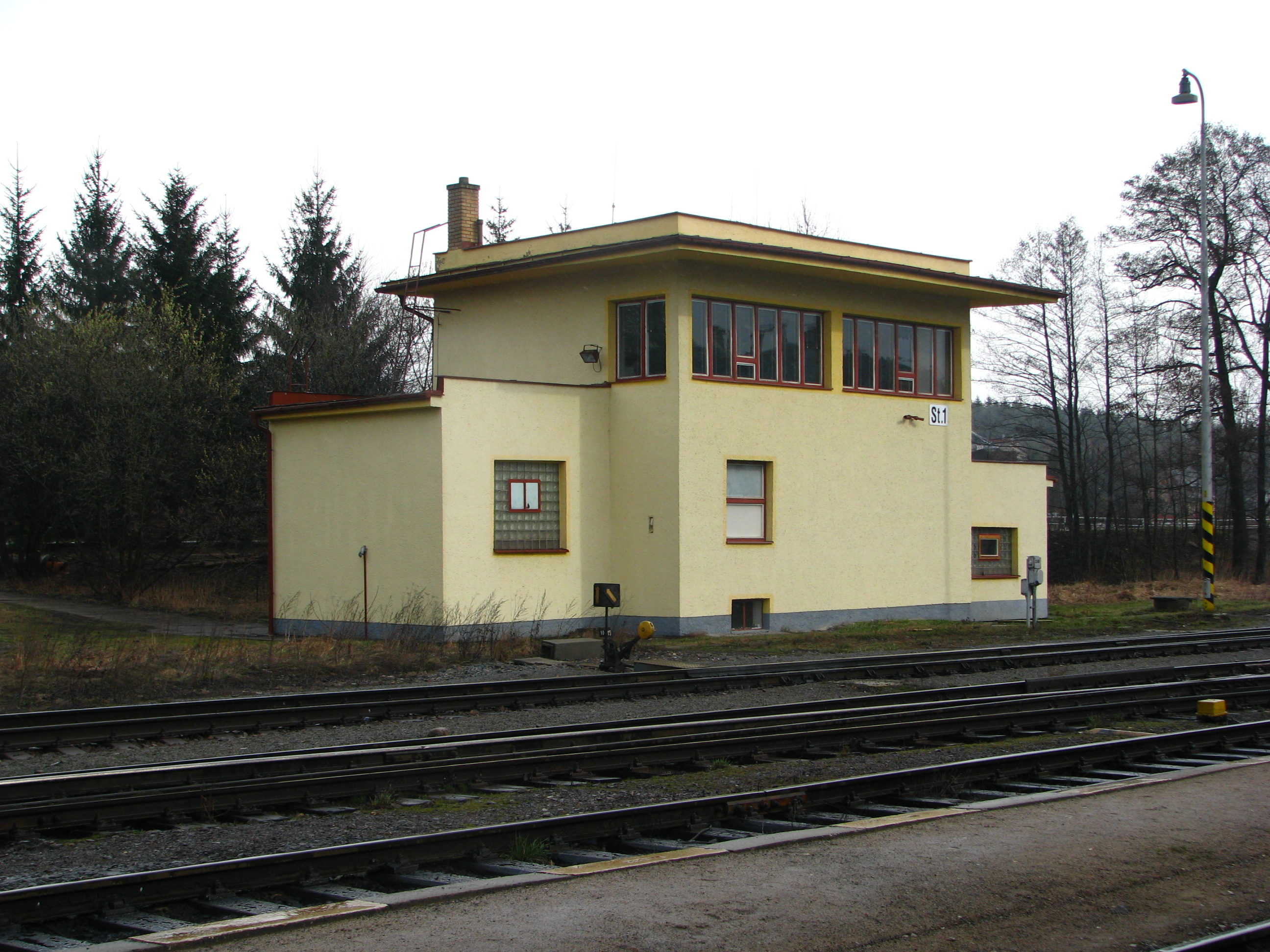
Stavědlo 1, z něhož se ovládají výměny výhybek
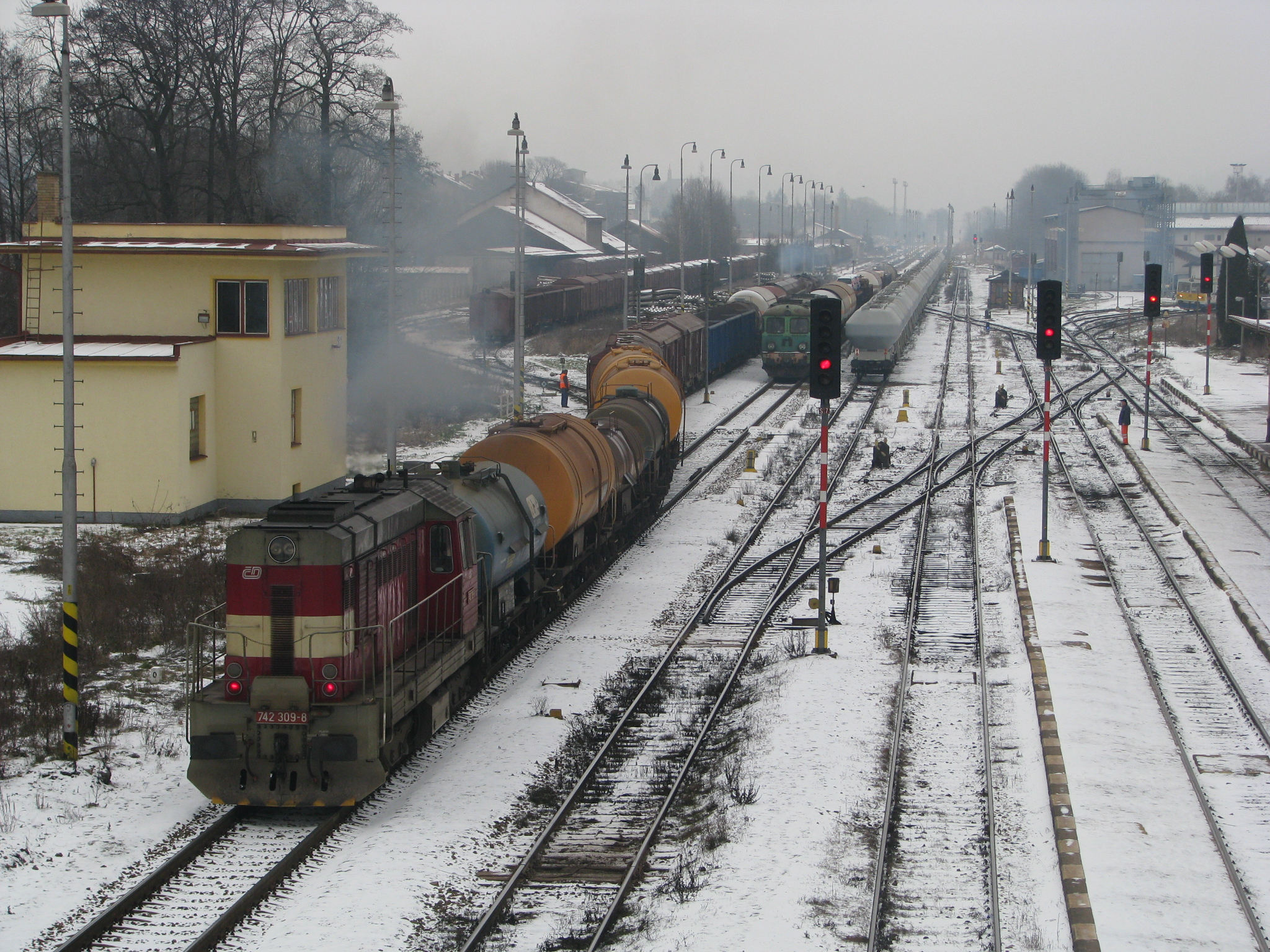
Pohled na staniční kolejiště, na konci nákladního vlaku lokomotiva řady 742
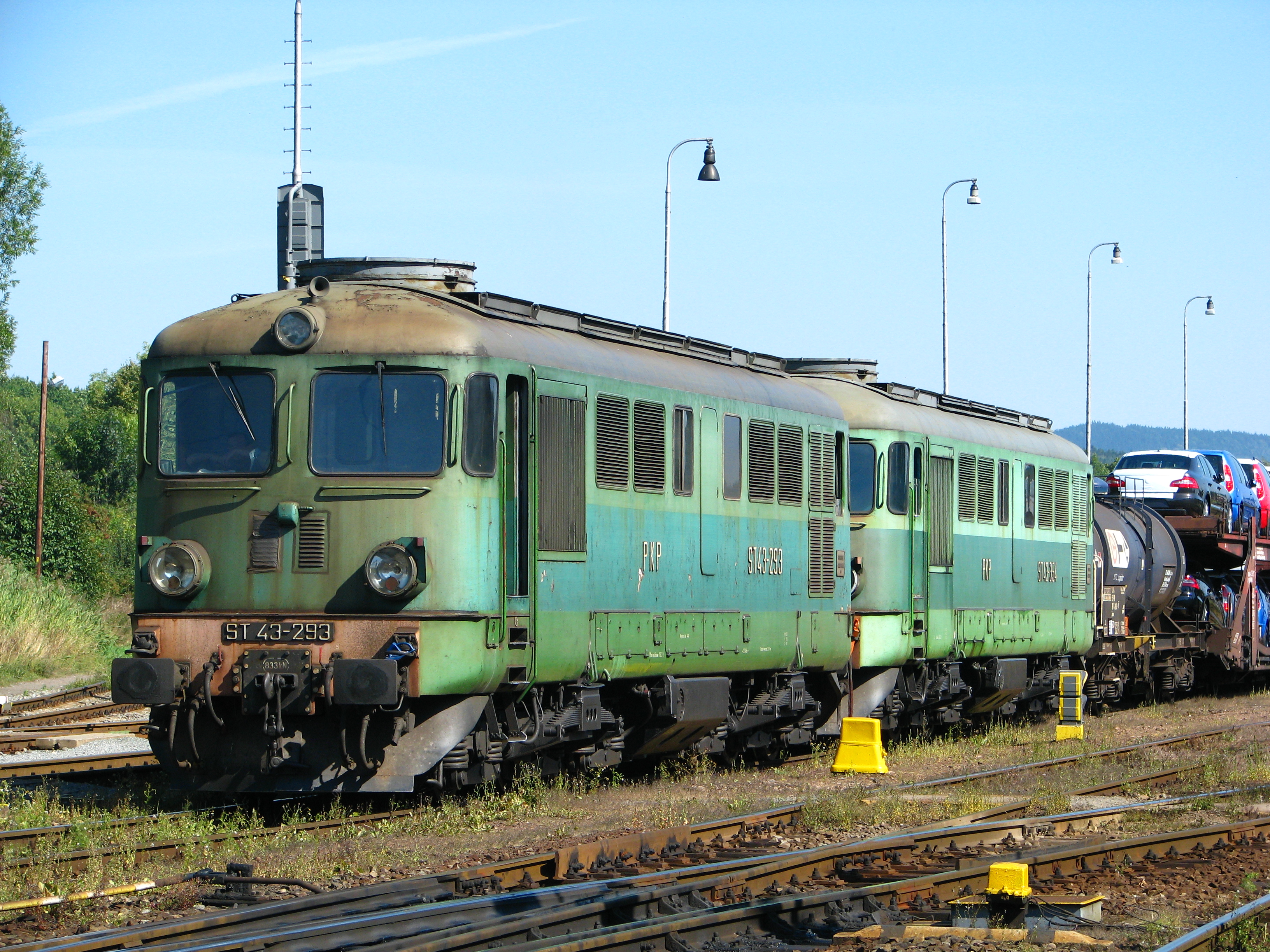
Dvojice polských lokomotiv řady ST43 v čele nákladního vlaku
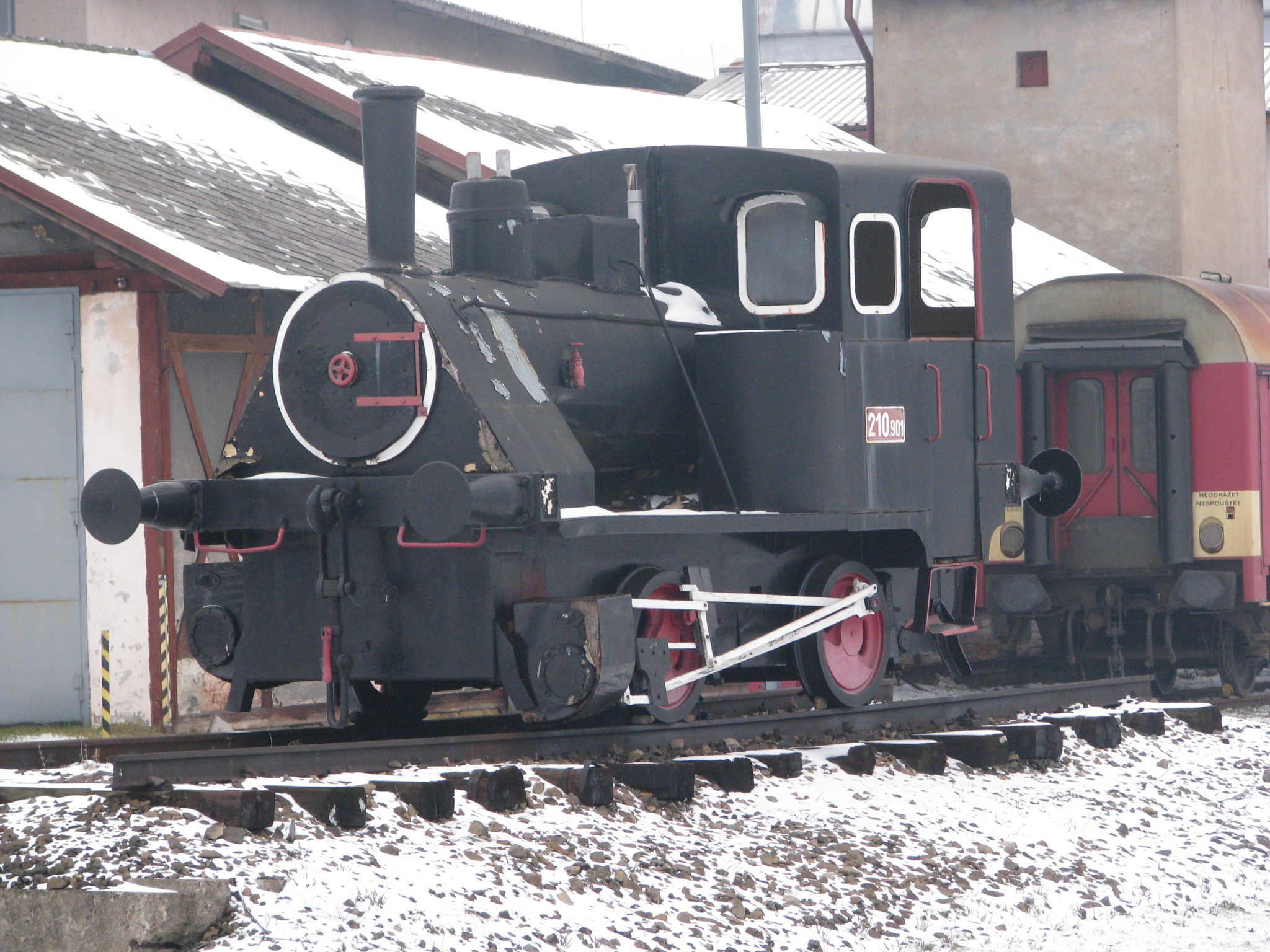
Atrapa lokomotivy ř. 210 vytvořená z motorové lokomotivy BN 60[21] v obvodu depa
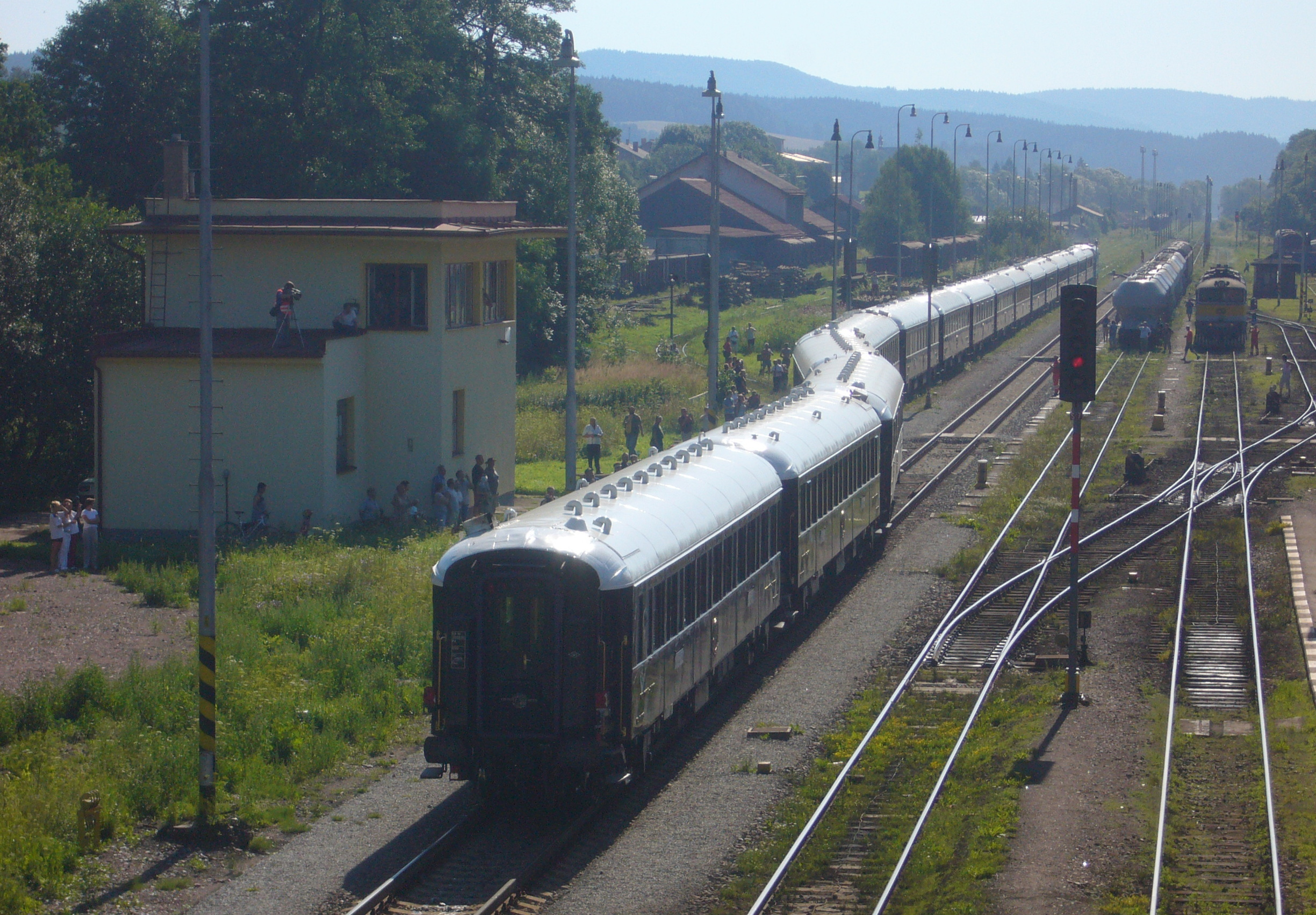
Orient Express projíždějící 16. července 2007